# Paul Trimboli
Paolo Vincenzo Trimboli – noto come Paul – (Melbourne, 25 febbraio 1969) è un ex calciatore ed ex giocatore di calcio a 5 australiano di origini italiane, di ruolo attaccante.

## Carriera

### Club
Ha frequentato il Xavier College a Melbourne, ed è stato il capitano della First XI.
Ha avuto una brillante carriera con i South Melbourne FC nella NSL. Trimboli ha vinto due volte il premio per il miglior giocatore under 21 (nel 1988 e nel 1989), nonché è stato due volte vincitore del premio per il giocatore della stagione, la Johnny Warren Medal (nel 1992-1993 e nella stagione 1997-1998).

### Nazionale
Ha totalizzato 46 presenze (e 16 gol) con i Socceroos, segnando al suo debutto nel 1988, contro le isole Figi. Il suo ultimo match internazionale l'ha disputato nel 2002 contro Tahiti. Trimboli ha anche partecipato alla spedizione australiana al FIFA Futsal World Championship 1989, collezionando tre presenze e due reti, entrambi segnati contro lo Zimbabwe.

## Dopo il ritiro
Dal 2006 Trimboli è commentatore della SEN 1116 per le partite di A-League e Victorian Premier League. È anche testimonial pubblicitario dei prodotti Puma. Trimboli ha sempre dichiarato di non voler allenare squadre perché preferisce perseguire altre opportunità di lavoro.

## Statistiche
| Cronologia completa delle presenze e delle reti in nazionale ― Australia | Cronologia completa delle presenze e delle reti in nazionale ― Australia | Cronologia completa delle presenze e delle reti in nazionale ― Australia | Cronologia completa delle presenze e delle reti in nazionale ― Australia | Cronologia completa delle presenze e delle reti in nazionale ― Australia | Cronologia completa delle presenze e delle reti in nazionale ― Australia | Cronologia completa delle presenze e delle reti in nazionale ― Australia | Cronologia completa delle presenze e delle reti in nazionale ― Australia |
| Data                                                                     | Città                                                                    | In casa                                                                  | Risultato                                                                | Ospiti                                                                   | Competizione                                                             | Reti                                                                     | Note                                                                     |
| ------------------------------------------------------------------------ | ------------------------------------------------------------------------ | ------------------------------------------------------------------------ | ------------------------------------------------------------------------ | ------------------------------------------------------------------------ | ------------------------------------------------------------------------ | ------------------------------------------------------------------------ | ------------------------------------------------------------------------ |
| 30-12-1988                                                               | Sydney                                                                   | Australia                                                                | 5 – 1                                                                    | Figi                                                                     | Qual. Mondiali 1990                                                      | 1                                                                        | 58’                                                                      |
| 16-4-1989                                                                | Sydney                                                                   | Australia                                                                | 1 – 1                                                                    | Israele                                                                  | Qual. Mondiali 1990                                                      | 1                                                                        | 67’                                                                      |
| 6-9-1990                                                                 | Seul                                                                     | Corea del Sud                                                            | 1 – 0                                                                    | Australia                                                                | Amichevole                                                               | -                                                                        | 62’                                                                      |
| 9-9-1990                                                                 | Busan                                                                    | Corea del Sud                                                            | 1 – 0                                                                    | Australia                                                                | Amichevole                                                               | -                                                                        | 63’                                                                      |
| 30-1-1991                                                                | Melbourne                                                                | Australia                                                                | 0 – 1                                                                    | Cecoslovacchia                                                           | Amichevole                                                               | -                                                                        | 76’                                                                      |
| 12-5-1991                                                                | Christchurch                                                             | Nuova Zelanda                                                            | 0 – 1                                                                    | Australia                                                                | Amichevole                                                               | -                                                                        | 65’                                                                      |
| 2-2-1991                                                                 | Melbourne                                                                | Australia                                                                | 1 – 0                                                                    | Svezia                                                                   | Amichevole                                                               | -                                                                        |                                                                          |
| 15-4-1993                                                                | Johor Bahru                                                              | Kuwait                                                                   | 0 – 1                                                                    | Australia                                                                | Amichevole                                                               | -                                                                        | 78’                                                                      |
| 19-4-1993                                                                | Johor Bahru                                                              | Kuwait                                                                   | 3 – 1                                                                    | Australia                                                                | Amichevole                                                               | -                                                                        | 46’                                                                      |
| 6-6-1993                                                                 | Melbourne                                                                | Australia                                                                | 3 – 0                                                                    | Nuova Zelanda                                                            | Qual. Mondiali 1994                                                      | -                                                                        | 65’                                                                      |
| 26-9-1993                                                                | Seul                                                                     | Arabia Saudita                                                           | 1 – 0                                                                    | Australia                                                                | Amichevole                                                               | -                                                                        | 65’                                                                      |
| 10-11-1995                                                               | Christchurch                                                             | Nuova Zelanda                                                            | 0 – 0                                                                    | Australia                                                                | Coppa d'Oceania 1996 - Semifinale                                        | -                                                                        | 72’                                                                      |
| 15-11-1995                                                               | Sydney                                                                   | Australia                                                                | 3 – 0                                                                    | Nuova Zelanda                                                            | Coppa d'Oceania 1996 - Semifinale                                        | -                                                                        | 64’                                                                      |
| 10-2-1996                                                                | Wollongong                                                               | Australia                                                                | 1 – 4                                                                    | Giappone                                                                 | Amichevole                                                               | -                                                                        | 70’                                                                      |
| 14-2-1996                                                                | Melbourne                                                                | Australia                                                                | 3 – 0                                                                    | Giappone                                                                 | Amichevole                                                               | -                                                                        | 29’                                                                      |
| 28-2-1996                                                                | Sydney                                                                   | Australia                                                                | 0 – 0                                                                    | Svezia                                                                   | Amichevole                                                               | -                                                                        | 74’                                                                      |
| 23-4-1996                                                                | Antofagasta                                                              | Cile                                                                     | 3 – 0                                                                    | Australia                                                                | Amichevole                                                               | -                                                                        | 16’                                                                      |
| 14-9-1996                                                                | Durban                                                                   | Australia                                                                | 2 – 0                                                                    | Ghana                                                                    | Amichevole                                                               | 1                                                                        |                                                                          |
| 18-9-1996                                                                | Johannesburg                                                             | Sudafrica                                                                | 2 – 0                                                                    | Australia                                                                | Amichevole                                                               | -                                                                        |                                                                          |
| 21-9-1996                                                                | Pretoria                                                                 | Australia                                                                | 4 – 0                                                                    | Kenya                                                                    | Amichevole                                                               | -                                                                        | 75’                                                                      |
| 26-10-1996                                                               | Papeete                                                                  | Tahiti                                                                   | 0 – 6                                                                    | Australia                                                                | Coppa d'Oceania 1996 - Finale                                            | 1                                                                        |                                                                          |
| 1-11-1996                                                                | Canberra                                                                 | Australia                                                                | 5 – 0                                                                    | Tahiti                                                                   | Coppa d'Oceania 1996 - Finale                                            | -                                                                        |                                                                          |
| 18-1-1997                                                                | Melbourne                                                                | Australia                                                                | 1 – 0                                                                    | Nuova Zelanda                                                            | Amichevole                                                               | -                                                                        | 66’                                                                      |
| 22-1-1997                                                                | Brisbane                                                                 | Australia                                                                | 2 – 1                                                                    | Corea del Sud                                                            | Amichevole                                                               | -                                                                        | 78’                                                                      |
| 25-1-1997                                                                | Sydney                                                                   | Australia                                                                | 1 – 0                                                                    | Norvegia                                                                 | Amichevole                                                               | -                                                                        | 62’ 72’                                                                  |
| 13-6-1997                                                                | Sydney                                                                   | Australia                                                                | 5 – 0                                                                    | Tahiti                                                                   | Qual. Mondiali 1998                                                      | 2                                                                        |                                                                          |
| 19-6-1997                                                                | Sydney                                                                   | Australia                                                                | 2 – 0                                                                    | Tahiti                                                                   | Qual. Mondiali 1998                                                      | 1                                                                        | 77’                                                                      |
| 6-7-1997                                                                 | Parramatta                                                               | Australia                                                                | 2 – 0                                                                    | Nuova Zelanda                                                            | Qual. Mondiali 1998                                                      | -                                                                        | 79’                                                                      |
| 1-10-1997                                                                | Tunisi                                                                   | Tunisia                                                                  | 0 – 3                                                                    | Australia                                                                | Amichevole                                                               | -                                                                        | 85’                                                                      |
| 7-2-1998                                                                 | Melbourne                                                                | Australia                                                                | 0 – 1                                                                    | Cile                                                                     | Amichevole                                                               | -                                                                        | 63’                                                                      |
| 11-2-1998                                                                | Sydney                                                                   | Australia                                                                | 1 – 0                                                                    | Corea del Sud                                                            | Amichevole                                                               | -                                                                        | 76’                                                                      |
| 15-2-1998                                                                | Adelaide                                                                 | Australia                                                                | 0 – 3                                                                    | Giappone                                                                 | Amichevole                                                               | -                                                                        | 64’                                                                      |
| 25-9-1998                                                                | Brisbane                                                                 | Australia                                                                | 2 – 0                                                                    | Figi                                                                     | Coppa d'Oceania 1998 - 1º turno                                          | -                                                                        | 87’                                                                      |
| 28-9-1998                                                                | Brisbane                                                                 | Australia                                                                | 16 – 0                                                                   | Isole Cook                                                               | Coppa d'Oceania 1998 - 1º turno                                          | 3                                                                        |                                                                          |
| 2-10-1998                                                                | Brisbane                                                                 | Australia                                                                | 4 – 1                                                                    | Tahiti                                                                   | Coppa d'Oceania 1998 - Semifinale                                        | -                                                                        | 56’                                                                      |
| 4-10-1998                                                                | Brisbane                                                                 | Australia                                                                | 0 – 1                                                                    | Nuova Zelanda                                                            | Coppa d'Oceania 1998 - Finale                                            | -                                                                        |                                                                          |
| 6-7-2002                                                                 | Auckland                                                                 | Australia                                                                | 2 – 0                                                                    | Vanuatu                                                                  | Coppa d'Oceania 2002 - 1º turno                                          | -                                                                        | 64’                                                                      |
| 8-7-2002                                                                 | Auckland                                                                 | Australia                                                                | 2 – 0                                                                    | Nuova Caledonia                                                          | Coppa d'Oceania 2002 - 1º turno                                          | 1                                                                        | 46’                                                                      |
| 10-7-2002                                                                | Auckland                                                                 | Australia                                                                | 8 – 0 dts                                                                | Figi                                                                     | Coppa d'Oceania 2002 - 1º turno                                          | 1                                                                        |                                                                          |
| 12-7-2002                                                                | Auckland                                                                 | Australia                                                                | 2 – 1 dts                                                                | Tahiti                                                                   | Coppa d'Oceania 2002 - Semifinale                                        | -                                                                        | 66’                                                                      |
| Totale                                                                   |                                                                          | Presenze                                                                 | 40                                                                       |                                                                          | Reti                                                                     | 13                                                                       |                                                                          |

## Palmarès

### Club
- NSL: 3

South Melbourne: 1990-1991, 1997-1998, 1998-1999

### Nazionale
- Coppa delle nazioni oceaniane: 1

1996

### Individuale
- Johnny Warren Medal: 2

1992-1993, 1997-1998
- NSL Papasavas Medaglia (U-21): 2

1988, 1989